# Bratcovu
Bratcovu – wieś w Rumunii, w okręgu Teleorman, w gminie Stejaru. W 2011 roku liczyła 158 mieszkańców.